# Farmington (Pensilvania)
Farmington es un lugar designado por el censo ubicado en el condado de Fayette en el estado estadounidense de Pensilvania. En el año 2010 tenía una población de 767 habitantes y una densidad poblacional de 114,4 personas por km².

## Geografía
Farmington se encuentra ubicado en las coordenadas 39°48′29″N 79°33′46″O / 39.80806, -79.56278.. Según la Oficina del Censo de los Estados Unidos, Farmington tiene una superficie total de 2,58 mi² (6,7 km²), de la cual 2,54 mi² (6,6 km²) corresponden a tierra firme y 0,04 mi² (0,1 km²) es agua.